# Vé
En el paganismo germánico, un vé (nórdico antiguo) o wēoh (inglés antiguo) es un tipo de santuario, recinto sagrado u otro lugar con significado religioso. El término aparece en la poesía escalda y en los nombres de lugares en Escandinavia (con la excepción de Islandia), a menudo en relación con una deidad nórdica antigua o una característica geográfica.

## Funciones

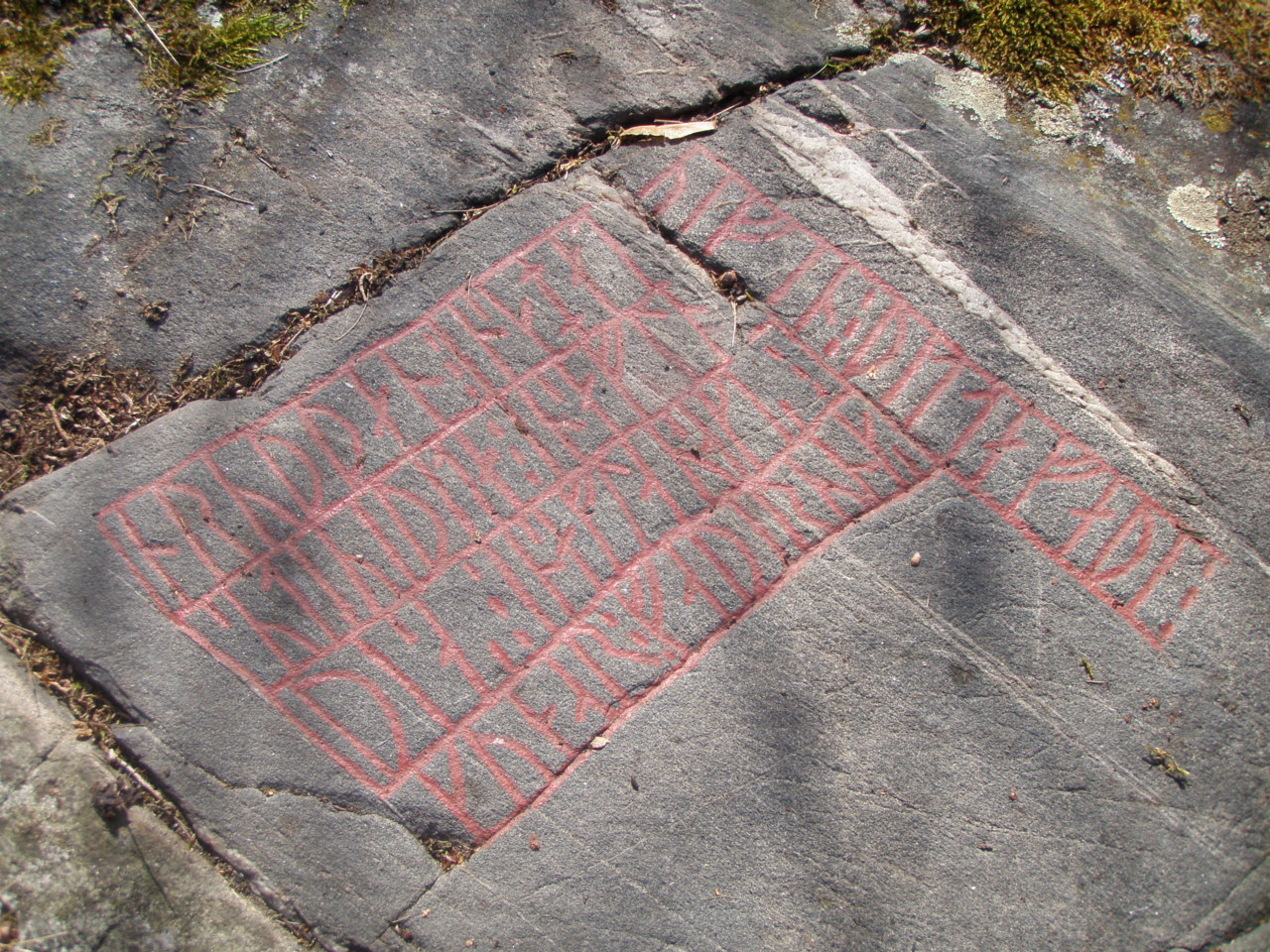
En la inscripción de Oklunda del, un hombre obtiene un santuario en un vé después de cometer un delito, probablemente un homicidio.

Andy Orchard dice que un vé pudo haber rodeado un templo o haber sido simplemente un lugar marcado y abierto donde se realizó el culto. Orchard señala que Tácito, en su obra Germania del siglo I, dice que los pueblos germánicos, a diferencia de los romanos, "no buscaban contener a sus deidades dentro de los muros del templo".

## Etimología
Vé deriva de una palabra germánica común que significa sagrado o santo. Weihs (santo) del gótico. Wēoh, wīg (ídolo) del inglés antiguo. Weihen (consagrar, santificar); Weihnachten (Navidad) del alemán. Comparte etimología con la frase Þor vigi ("que Thor santifique" o "que Thor proteja") que se encuentra en el  Canterbury Charm, Glavendrup stone, Sønder Kirkeby Runestone, Velanda Runestone y Virring Runestone. El nombre del dios nórdico Vé también comparte esta etimología.
Una palabra alternativa para "santuario" es ahls (del gótico ahls, del nórdico rúnico alh, del alemán antiguo alto alah, del anglosajón ealh); para esta etimología véase Alu (rúnico).

### Topónimos

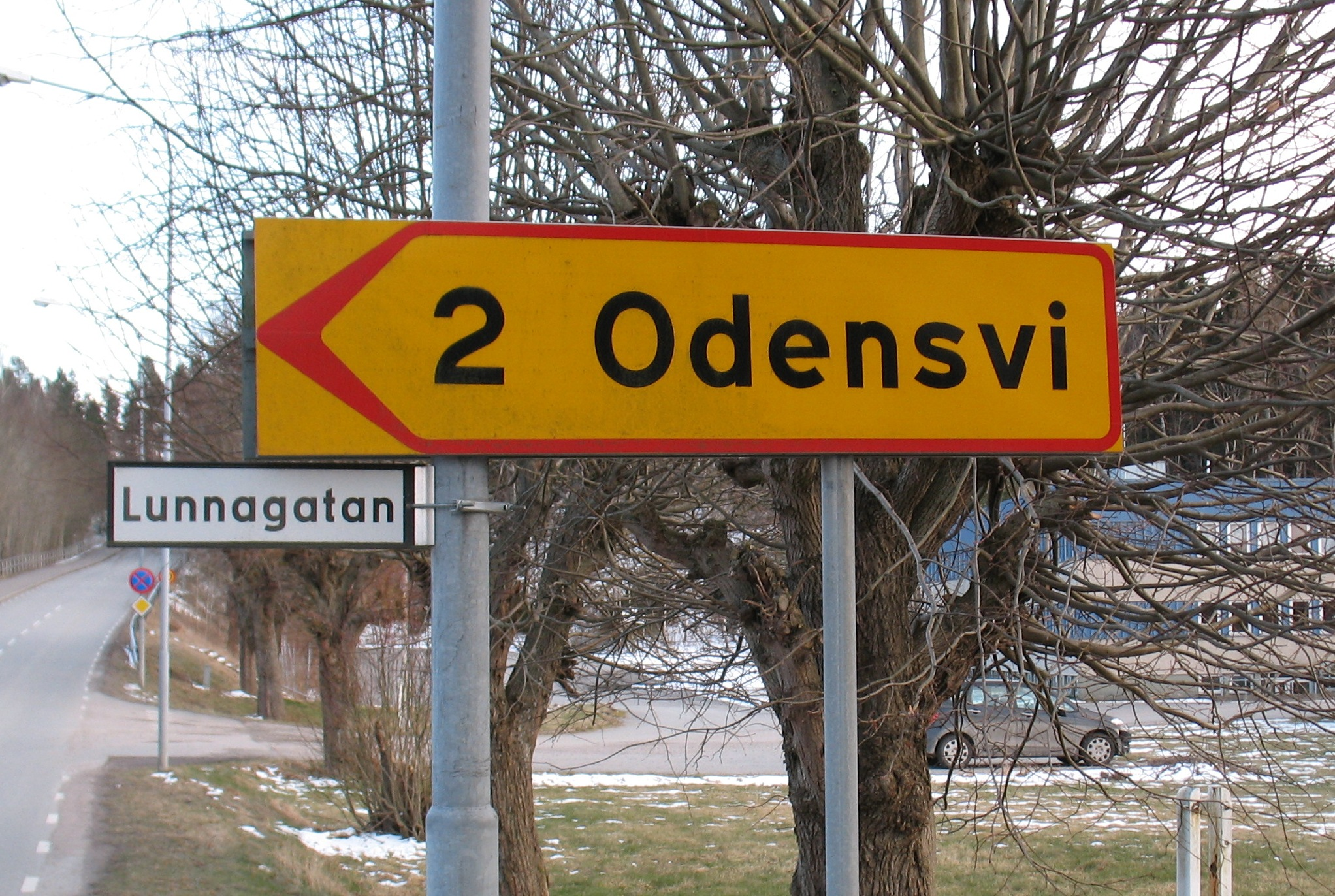
Odensvi, que significa "santuario de Odín", es uno de los numerosos topónimos que lleva el nombre de Odín.

## Atestaciones